# 札幌大谷中学校・高等学校
札幌大谷中学校・高等学校（さっぽろおおたにちゅうがっこう・こうとうがっこう、英: Sapporo Otani Junior High School・Sapporo Otani High School）は、北海道札幌市東区にある私立中学校・高等学校である。学校法人札幌大谷学園が運営している。略称は札谷、大谷、Otn。

## 特色
- 元々は女子校だったが，中学校が2008年度に共学化，高校が2009年度に共学化。中学校共学化に合わせ道内中学校では初となる硬式野球部が発足。
- 2013年に高校サッカー部がプリンスリーグ昇格を果たし，全国選手権初出場。
- 2018年10月8日、高校硬式野球部が秋季高校野球全道大会で札幌第一を下し，創部10年で初優勝。翌年のセンバツ出場を確実にした[1]。11月13日には明治神宮野球大会高校の部決勝で星稜を破り、初出場初優勝を果たした。 また2022年7月26日、第104回全国高等学校野球選手権大会の南北海道大会で初優勝し、夏の甲子園初出場を決めた[2]。
- バレーボール部・水泳部・卓球部・フェンシング部は全国大会常連。

## 沿革
- 1899年（明治32年） - 東本願寺 彰如上人（真宗大谷派第23代）来札の際に，学校用地（現・中央区南6条西7丁目）を購入。
- 1906年（明治39年） - 私立北海女学校創立。初代校長清川円誠。70名余入学。
- 1910年（明治43年） - 高等女学校に昇格。私立北海高等女学校に組織変更。
- 1922年（大正11年） - 現校地である札幌村仲通（現・東区北16条東9丁目）に移転。移転を機会に，洋式の制服を採用（北海道では最初）。
- 1923年（大正12年） - 「私立」を削除して，校名を「北海高等女学校」に改称。
- 1944年（昭和19年） - 財団法人北海高等女学校に組織変更。
- 1948年（昭和23年） - 学制改革により，北海高等女学校併置中学校開設（2月）。北海高等女学校･北海高等女学校併置中学校を「札幌大谷高等学校」と「札幌大谷高等学校附設中学校」に改称（4月）。
- 1951年（昭和26年） - 学校法人札幌大谷学園に組織変更。
- 1993年（平成05年） - 附属中学校で3コース制募集開始。
- 2001年（平成13年） - 附属中学校を札幌大谷中学校に改称。
- 2003年（平成15年） - 中学校で6か年一貫英数コースを設置。高校で音楽科と美術科設置。
- 2006年（平成18年） - 札幌大谷学園開校百周年式典挙行。
- 2008年（平成20年） - 高校でブレザー型新制服制定。 中学校で男女共学化，英数選抜コース設置。
- 2009年（平成21年） - 高校で男女共学化，英数選抜コース設置。
- 2021年（令和03年） - 中学校で医進選抜コース設置。

## 学科
| - 普通科 - 医進選抜コース - 英数選抜コース - プログレスコース - アスリートコース - アートコース | - 普通科 - Gコース - Sコース(プログレッシブSクラス ・アスリートSクラス) - 英数選抜コース - 音楽科 - 音楽コース - 美術科 - 美術コース |

## 学校行事
| - 4月 - 入学式、前期始業式、対面式 - 5月 - 合唱コンクール、花まつり - 6月 - 体育祭 - 8月 - 登校学習会（英数選抜コース） - 9月 - 宿泊研修、修学旅行、前期終業式 - 10月 - 後期始業式、強歩鍛練、別院報恩講 - 11月 - 学校報恩講、文化祭、宗祖御正忌日勤行 - 1月 - 3か月海外留学（英数選抜コース）、スキー学習 - 3月 - 1か月海外研修（英数選抜コース）、卒業式、修了式 | - 4月 - 入学式、前期始業式 - 5月 - 花まつり - 6月 - 遠足（5年生のみ） - 7月 - 学園祭、夏期休暇 - 8月 - エンパワーメントプログラム（希望者のみ） - 9月 - 体育祭、前期終業式 - 10月 - 後期始業式、強歩鍛錬、別院報恩講 - 11月 - 学校報恩講、研修旅行（5年生のみ） - 12月 - 冬期休暇 - 1月 - スキー学習 - 3月 - 卒業式、修了式 |

## 部活動

### 中学校
- 硬式野球部
- サッカー部
- バレーボール部
- バドミントン部（中高合同）
- バスケットボール部（中高合同）
- 卓球部（中高合同）
- 陸上競技部（中高合同）
- 水泳部
- フェンシング部（中高合同）
- ソフトテニス部（中高合同）
- 吹奏楽局（中高合同）
- 図書局（中高合同）
- 養真部（中高合同）
- 書道部（中高合同）
- ロボット部（中高合同）
- 競技かるた部（中高合同）
- 華道同好会（中高合同）
- 茶道同好会（中高合同）
- マンガ・アニメーション同好会（中高合同）
- ESS愛好会（中高合同）
- 文芸愛好会（中高合同）
- 囲碁・将棋愛好会（中高合同）
- チアリーディング愛好会（中高合同）

### 高等学校
- 硬式野球部★ - 2019年春（第91回）・2022年夏（第104回）に出場、2018年明治神宮野球大会で優勝。
- サッカー部★ - 全国高校サッカー3回出場
- 女子バレーボール部★ - 春の高校バレー16回出場、高校総体16回出場
- 男子バレーボール部★ - 春の高校バレー1回出場、高校総体1回出場
- ソフトテニス部★
- フェンシング部★
- 卓球部★
- 陸上競技部★
- 水泳部★
- バドミントン部
- バスケットボール部★
- 体操部
- 吹奏楽部★
- 図書局
- 放送局
- 養真局
- 弁論部
- 演劇部
- 美術部
- 工芸部
- 写真部
- 書道部
- 科学部
- 手芸部
- ロボット部
- 競技かるた部
- マンガ・アニメーション同好会
- 音楽同好会
- 華道同好会
- 茶道同好会
- 囲碁・将棋愛好会
- 文芸愛好会
- ESS愛好会
- ディベート愛好会
- チアリーディング愛好会

★は強化指定部

## 交通アクセス
- 東区役所前駅2番出口より徒歩5分
- 北海道中央バス
  - 東17 北光線「大谷学園前」より徒歩1分
  - 東19 北光・北口線「大谷学園前」より徒歩1分

## 著名な出身者

### スポーツ
- 中村コウ - 円盤投げ
- 種田恵 - 水泳
- 佐藤瞳 (卓球選手)
- 藤本那菜 - アイスホッケー
- 阿部剣友 - 野球
- 菊地吏玖 - 野球
- 木村太哉 - サッカー

### 文化
- 安田祐子 - 画家
- 菊川多賀 - 画家
- 畔柳二美 - 作家
- 上田修子 - テクニカルライター

### 芸能
- 岸輝子 - 俳優
- 里田まい - カントリー娘
- 丸谷佳織 - ラジオパーソナリティ、元政治家[3]
- 小松加奈 - ミュージカル
- 清水咲良 - ミュージカル[4]

### 関係者
- 寺本恵真 - 元校長・元教諭、札幌大谷短期大学初代学長
- 船尾隆広 - 両校硬式野球部監督
- 内藤淳一 - 音楽科教諭、吹奏楽部顧問

## 系列校
- 札幌大谷大学
- 札幌大谷大学短期大学部
- 札幌大谷大学附属幼稚園